# Ulicze

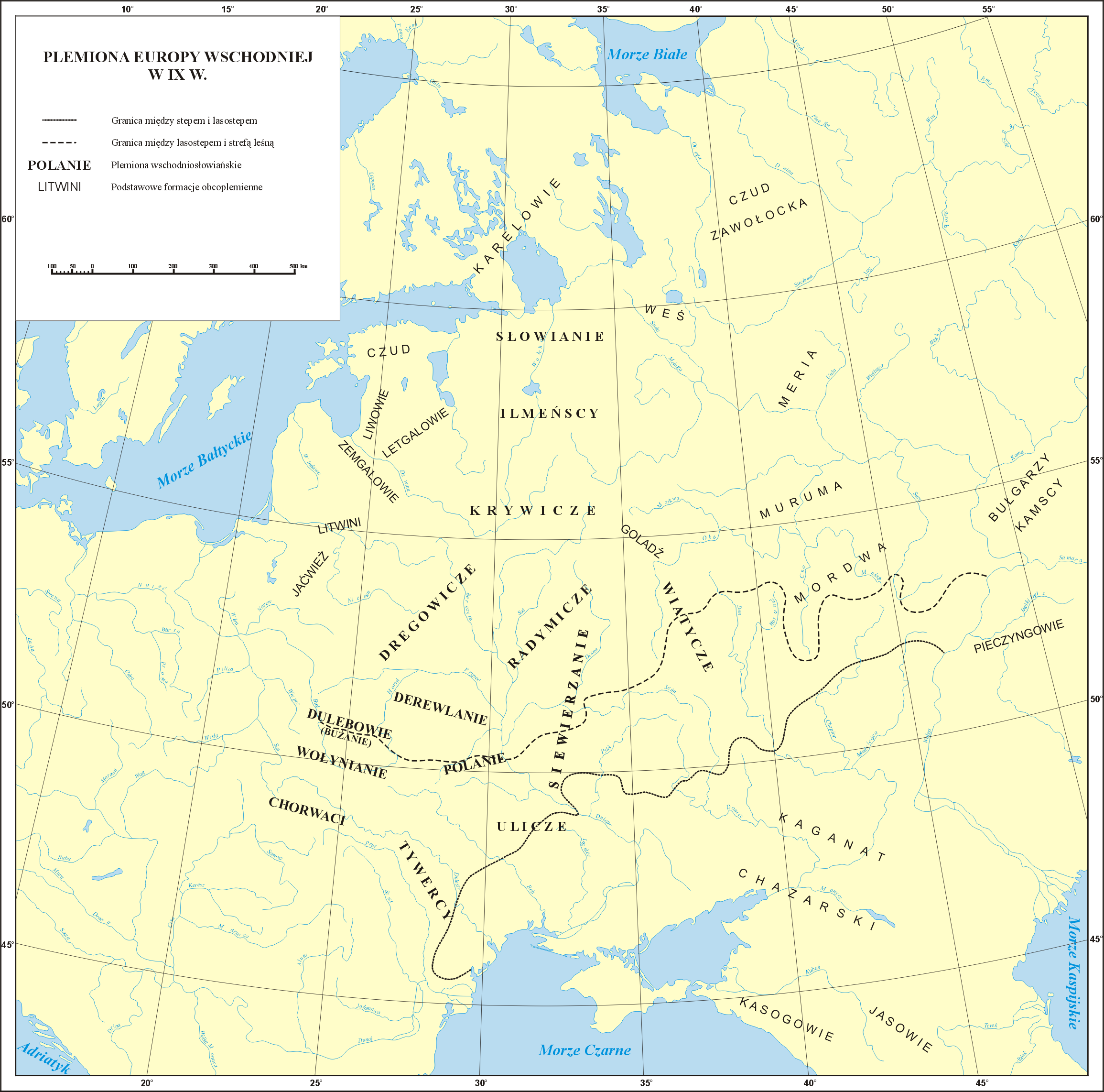
Plemiona Słowiańskie w VIII–X w. w świetle informacji „Powieści dorocznej” (na podstawie opracowania prof. Wojciecha Szymańskiego)

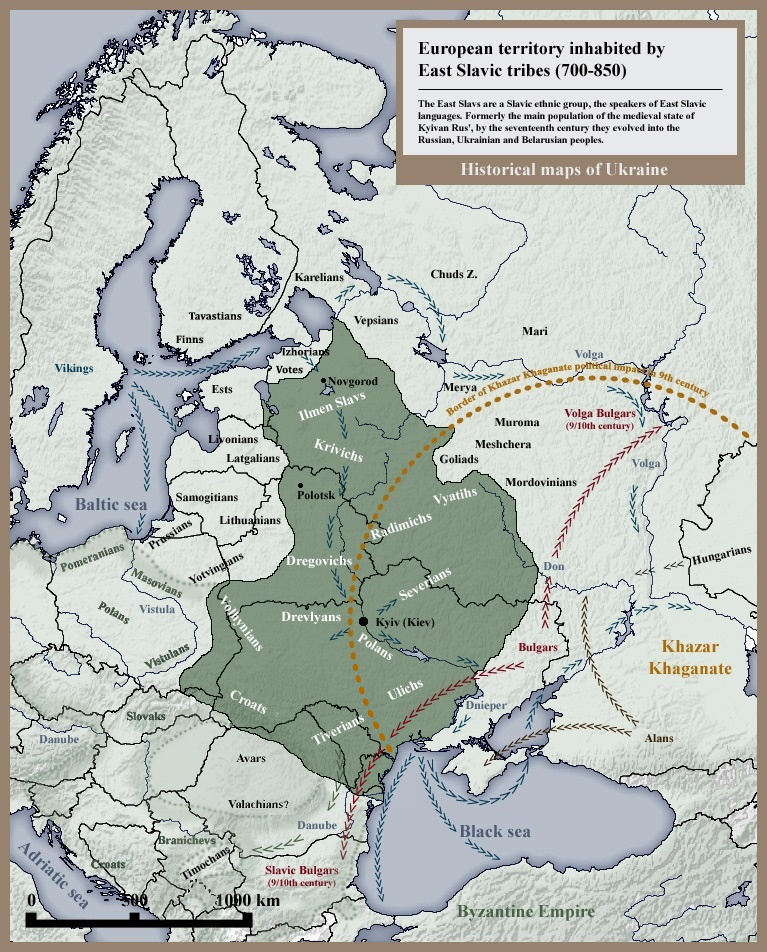
Słowianie wschodni w VIII–IX w.

Ulicze – plemię słowiańskie zaliczane do Słowian wschodnich. 
Jedno z plemion wymienionych w Powieści dorocznej.
Pierwotnie terenem Uliczów były ziemie nad dolnym Dnieprem. W IX wieku przenieśli się na tereny między Dniestrem a Prutem. Około 915 r. zostali przyłączeni do Rusi Kijowskiej. W XIII–XIV wieku ich ziemie zostały podbite przez romańskich Wołochów.